# Premyer Liqası (2020/2021)
Premyer Liqası 2020/2021 była 29. edycją najwyższej klasy rozgrywkowej piłki nożnej w Azerbejdżanie.
Brało w niej udział 8 drużyn, które w okresie od 21 lipca 2020 do 19 maja 2021 rozegrały 28 kolejek meczów.
Obrońcą tytułu była drużyna Qarabağ FK.
Mistrzostwo po raz dziewiąty w historii zdobyła drużyna Neftçi PFK.

## Format rozgrywek
Dziesięć uczestniczących drużyn gra ze sobą czterokrotnie.
Zwycięzca ligi zostaje mistrzem Azerbejdżanu i kwalifikuje się do I rundy kwalifikacyjnej Ligi Mistrzów UEFA.
Drużyna, która zajmie drugie, trzecie miejsce i zdobywca Pucharu Aemenii, kwalifikują się do I rundy kwalifikacyjnej Ligi Konferencji Europy UEFA.
W przypadku zdobycia pucharu przez drużynę, która zapewniła sobie grę w europejskich pucharach, awans otrzymuje czwarta drużyna rozgrywek.
Do niższej ligi spada bezpośrednio ostatnia drużyna.

## Drużyny
| Uczestnicy poprzedniej edycji | Uczestnicy poprzedniej edycji | Uczestnicy poprzedniej edycji | Uczestnicy poprzedniej edycji |
| --- | ----------------------------- | ----------------------------- | ----------------------------- |
| QAA | Qarabağ FK                    | Baku                          | 1                             |
| NEF | Neftçi PFK                    | Baku                          | 2                             |
| KEŞ | Keşlə Baku                    | Baku                          | 3                             |
| SUM | Sumqayıt FK                   | Sumgait                       | 4                             |
| ZIR | Zirə Baku                     | Baku                          | 5                             |
| SAB | Sabah Baku                    | Baku                          | 6                             |
| SEB | Səbail FK                     | Baku                          | 7                             |
| QAB | FK Qəbələ                     | Qəbələ                        | 8                             |
| Oznaczenia: - kolumna pierwsza – skróty nazw drużyn, - kolumna trzecia – siedziba klubu, - kolumna czwarta – miejsce zajęte w poprzednim sezonie. |                               |                               |                               |

## Tabela
| Lp. | Drużyna        | M  | Z  | R  | P  | B+ | B- | +/– | Pkt | Kwalifikacja lub spadek                                |
| --- | -------------- | -- | -- | -- | -- | -- | -- | --- | --- | ------------------------------------------------------ |
| 1   | Neftçi PFK (M) | 28 | 18 | 5  | 5  | 47 | 25 | +22 | 59  | Liga Mistrzów UEFA • I runda kwalifikacyjna            |
| 2   | Qarabağ FK     | 28 | 16 | 9  | 3  | 64 | 18 | +46 | 57  | Liga Konferencji Europy UEFA • II runda kwalifikacyjna |
| 3   | Sumqayıt FK    | 28 | 10 | 9  | 9  | 30 | 31 | −1  | 39  | Liga Konferencji Europy UEFA • II runda kwalifikacyjna |
| 4   | Zirə Baku      | 28 | 8  | 14 | 6  | 28 | 28 | 0   | 38  |                                                        |
| 5   | Sabah Baku     | 28 | 7  | 8  | 13 | 28 | 38 | −10 | 29  |                                                        |
| 6   | Keşlə Baku (P) | 28 | 5  | 11 | 12 | 25 | 40 | −15 | 26  | Liga Konferencji Europy UEFA • II runda kwalifikacyjna |
| 7   | Qəbələ FK      | 28 | 5  | 11 | 12 | 23 | 44 | −21 | 26  |                                                        |
| 8   | Səbail Baku    | 28 | 5  | 9  | 14 | 21 | 42 | −21 | 24  |                                                        |

## Wyniki
| Gospodarz \ Gość | GAB | KES | NEF | QAR | SAB | SEB | SUM | ZIR | GAB | KES | NEF | QAR | SAB | SEB | SUM | ZIR |
| ---------------- | --- | --- | --- | --- | --- | --- | --- | --- | --- | --- | --- | --- | --- | --- | --- | --- |
| Qəbələ FK        |     | 0–0 | 1–4 | 1–1 | 2–1 | 1–1 | 1–1 | 1–1 |     | 2–1 | 2–2 | 0–5 | 2–2 | 1–1 | 1–0 | 1–1 |
| Keşlə Baku       | 3–1 |     | 0–1 | 0–0 | 1–1 | 0–2 | 0–1 | 2–3 | 3–1 |     | 0–3 | 1–1 | 0–0 | 1–0 | 0–1 | 2–2 |
| Neftçi PFK       | 1–1 | 2–1 |     | 0–6 | 1–0 | 2–1 | 0–2 | 0–0 | 1–0 | 3–1 |     | 1–0 | 2–1 | 4–0 | 0–2 | 4–0 |
| Qarabağ FK       | 3–0 | 6–1 | 1–2 |     | 2–0 | 4–0 | 6–1 | 3–2 | 3–0 | 2–0 | 1–2 |     | 2–0 | 1–0 | 4–1 | 1–1 |
| Sabah Baku       | 3–0 | 0–2 | 0–2 | 1–2 |     | 2–1 | 1–2 | 0–1 | 1–0 | 1–1 | 2–2 | 0–4 |     | 0–0 | 1–1 | 2–1 |
| Səbail Baku      | 1–3 | 1–1 | 1–3 | 1–1 | 2–1 |     | 2–1 | 1–2 | 1–0 | 1–1 | 0–4 | 1–1 | 2–0 |     | 0–1 | 0–0 |
| Sumqayıt FK      | 0–1 | 0–1 | 0–0 | 2–2 | 1–2 | 2–1 |     | 2–1 | 2–0 | 2–2 | 0–1 | 0–0 | 0–2 | 3–0 |     | 0–0 |
| Zirə Baku        | 2–0 | 3–1 | 1–0 | 0–0 | 0–2 | 0–0 | 2–2 |     | 0–0 | 0–0 | 1–0 | 0–2 | 2–2 | 2–0 | 0–0 |     |

## Najlepsi strzelcy
| Bramki | Zawodnik           | Drużyna     |
| ------ | ------------------ | ----------- |
| 19     | Namiq Ələsgərov    | Neftçi      |
| 18     | Mahir Emreli       | Qarabağ     |
| 11     | Filip Ozobić       | Qarabağ     |
| 9      | Ali Ghorbani       | Sumqayıt FK |
| 8      | Rəhim Sadıxov      | Sumqayıt FK |
| 8      | Dawit Wolkowi      | Zirə Baku   |
| 7      | Owusu Kwabena      | Qarabağ     |
| 7      | Abdellah Zoubir    | Qarabağ     |
| 6      | Mirabdulla Abbasov | Neftçi      |
| 6      | Ağabala Ramazanov  | Zirə Baku   |
| 6      | Ramil Szejdajew    | Sabah Baku  |
| 6      | Amil Yunanov       | Səbail Baku |

Źródło: 

## Stadiony
| Qəbələ FK       |
| Stadion Miejski |
|                 |

| Qarabağ FK    |
| Azərsun Arena |
|               |

| Neftçi PFK    |
| Bakcell Arena |
|               |

| Sabah Baku            |
| Bank Respublika Arena |
|                       |

| Səbail Baku |
| ASCO Arena  |
|             |

| Keşlə Baku |
| ASK Arena  |
|            |

| Sumqayıt FK        |
| Kapital Bank Arena |
|                    |

| Zirə Baku               |
| Zirə İdman Kompleksinin |
|                         |

Źródło: 